# Of Human Bondage (1946)
Of Human Bondage (bra: Escravo de uma Paixão) é um filme estadunidense de 1946, do gênero drama, dirigido por Edmund Goulding, com roteiro de Catherine Turney baseado no romance homônimo de W. Somerset Maugham.

## Elenco
- Paul Henreid .... Philip Carey
- Eleanor Parker .... Mildred Rogers
- Alexis Smith .... Nora Nesbitt
- Edmund Gwenn .... Athelny
- Patric Knowles .... Griffiths
- Janis Paige .... Sally Athelny
- Henry Stephenson .... Dr. Tyrell
- Marten Lamont .... Dunsford
- Isobel Elsom .... sra. Athelny
- Una O'Connor .... sra. Foreman
- Eva Moore .... sra. Gray
- Richard Nugent .... Emil Miller